# Corynephorus
För grässläktet med samma vetenskapliga namn, se Corynephorus (Poaceae)
Corynephorus är ett litet släkte av skalbaggar. Corynephorus ingår i familjen vivlar och omfattar två arterna Corynephorus joculatorius och Corynephorus v-nigrum.